# Liste der Monuments historiques in Dompierre-sur-Mer
Die Liste der Monuments historiques in Dompierre-sur-Mer führt die Monuments historiques in der französischen Gemeinde Dompierre-sur-Mer auf.

## Liste der Objekte
| Bezeichnung                      | Beschreibung                 | Standort                       | Kennzeichnung | Schutzstatus | Datum | Bild |
| -------------------------------- | ---------------------------- | ------------------------------ | ------------- | ------------ | ----- | ---- |
| Opferschale                      | Messing, 17./18. Jahrhundert | in der Kirche St-Pierre (Lage) | PM17001522    | Inscrit      | 1988  |      |
| Gemälde Präsentation im Tempel   | 1725                         | in der Kirche St-Pierre (Lage) | PM17000105    | Classé       | 1984  |      |
| Prozessionskreuz                 | Bronze, um 1800              | in der Kirche St-Pierre (Lage) | PM17001523    | Inscrit      | 1988  |      |
| Opferschale                      | Messing, 17./18. Jahrhundert | in der Kirche St-Pierre (Lage) | PM17002559    | Inscrit      | 2013  |      |
| Ölgemälde Beweinung Christi      | 19. Jahrhundert              | in der Kirche St-Pierre (Lage) | PM17001768    | Inscrit      | 1994  |      |
| Votivgabe: Modell eines Schiffes | Holz, um 1800                | in der Kirche St-Pierre (Lage) | PM17000104    | Classé       | 1958  |      |